# Verzeichnisdienst
Ein Verzeichnisdienst (in Englisch directory service) stellt in einem Netzwerk eine zentrale Sammlung von Daten bestimmter Art zur Verfügung. Die in einer hierarchischen Datenbank gespeicherten Daten können nach dem Client-Server-Prinzip verglichen, gesucht, erstellt, modifiziert und gelöscht werden.
„Verzeichnis“ ist hierbei im Sinne beispielsweise eines Telefonbuches gemeint und nicht im Sinne von „Dateiordner“ in Computersystemen.

## Anwendung
Im Internet und unternehmens- oder behördeninternen Intranets werden Verzeichnisdienste in der Regel dazu verwendet, Benutzerdaten zentral zu sammeln und sie verschiedenen Applikationen zur Verfügung zu stellen. Diese zentrale Verwaltung hat gegenüber einer dezentralen Speicherung - z. B. mit einem eigenen Dienst für jedes Programm - den Vorteil, dass Benutzer und Rechte nur einmal an zentraler Stelle geändert werden müssen.
Meistens wird lesend auf die Daten eines Verzeichnisdienstes zugegriffen; Veränderungen an den Einträgen dieser Datenbank sind seltener. Aus diesem Grund bieten Verzeichnisdienste lesend eine wesentlich geringere Zugriffszeit als andere Datenbanken.

## Technischer Aufbau
Den Datensammlungen liegt meist eine Datenbank zugrunde, in der die Daten aufgenommen werden. Um mit diesem Dienst in Kontakt zu treten, Daten aus dem Verzeichnis abzufragen oder zu aktualisieren, werden Netzwerkprotokolle verwendet, meistens ein Directory Access Protocol (DAP). Standard-Implementierungen dieses Protokolls sind:
- DAP aus der X.500-Architektur, nach der prinzipiell alle Verzeichnisdienste aufgebaut sind
- LDAP, eine „leichtgewichtige“ (in Englisch lightweight) Form des DAP, auf der heute nahezu alle bekannten Verzeichnisdienste basieren.

## Bekannte Verzeichnisdienste
- 389 Directory Server (früher „Fedora Directory Server“ und „Netscape Directory Servers“, freie Software)
- Active Directory – AD (von Microsoft in Microsoft Windows Server und Samba)
- Apache Directory Server (von Apache Software Foundation)
- Atos DirX (früher „Siemens DirX“, von Atos)
- Critical Path Directory Server
- FreeIPA (ein Identity-, Policy-and-Audit-System [IPA] für Unix- und Linux-Systeme)
- NetIQ eDirectory (früher „Novell eDirectory“ und „Novell Directory Services“ – „NDS“, von Novell)
- Network Information Service - NIS (von Sun Microsystems, nicht LDAP-basiert)
- Open Directory (von Apple in macOS Server)
- OpenLDAP (Open Source für diverse Betriebssysteme)
- Oracle Directory Server (früher „Sun Directory Server“ und „Sun ONE LDAP Server“, von Oracle)
- SAP Solution Manager (von SAP)
- Tivoli Directory Server (von IBM)
- Univention Corporate Server
- ViewDS Directory Server (von „eNitiatives“)